# الكسندر وليام بيكرتون
الكسندر وليام بيكرتون (بالإنجليزية: Alexander William Bickerton)‏ (و. 1842 – 1929 م) هو فيزيائي، وكيميائي من المملكة المتحدة . ولد في نيوزيلندا .

## التعليم
تعلم في Royal School of Mines ‏، وإمبريال كوليدج لندن

## مناصب وهيئات
أدار جامعة كانتربري.